# 地柏枝
地柏枝（学名：Corydalis cheilanthifolia）为罂粟科紫堇属下的一个种。

## 扩展阅读
- 維基物種上的相關：地柏枝